# Collegio di West Bromwich West
West Bromwich West è stato un collegio elettorale situato nelle Midlands Occidentali, e rappresentato alla Camera dei comuni del Parlamento del Regno Unito. Eleggeva un membro del parlamento con il sistema first-past-the-post, ossia maggioritario a turno unico; il collegio è stato abolito in occasione della revisione periodica del 2024.

## Estensione
West Bromwich West era uno dei quattro collegi del borgo metropolitano di Sandwell, di cui copriva la parte occidentale e nord-occidentale. I principali insediamenti erano le città di Tipton e Wednesbury.
- 1974-1983: i ward del County Borough di West Bromwich di Greets Green, Hill Top, Horseley Heath, Lyng, Market, Tibbington, Tipton Green e Wood Green.
- 1983-1997: i ward del borgo metropolitano di Sandwell di Great Bridge, Greets Green and Lyng, Princes End, Tipton Green, Wednesbury North e Wednesbury South.
- 1997-2024: i ward del borgo metropolitano di Sandwell di Great Bridge, Oldbury, Princes End, Tipton Green, Tividale, Wednesbury North e Wednesbury South.

## Membri del parlamento
| Elezione | Elezione | Deputato         | Partito          |
| -------- | -------- | ---------------- | ---------------- |
|          | Feb 1974 | Betty Boothroyd  | Laburista        |
|          | 1992     | Betty Boothroyd  | Speaker          |
|          | 2000 (S) | Adrian Bailey    | Laburista Co-Op  |
|          | 2019     | Shaun Bailey     | Conservatore     |
|          | 2024     | Collegio abolito | Collegio abolito |

## Elezioni

### Elezioni negli anni 2010
| Partito                    | Partito                                                 | Candidato                  | Risultati 12 dicembre 2019 | Risultati 12 dicembre 2019 |
| Partito                    | Partito                                                 | Candidato                  | Voti                       | %                          |
| -------------------------- | ------------------------------------------------------- | -------------------------- | -------------------------- | -------------------------- |
|                            | Conservatore                                            | Shaun Bailey               | 17 419                     | 50,55                      |
|                            | Laburista Co-Op                                         | James Cunningham           | 13 620                     | 39,53                      |
|                            | Brexit                                                  | Franco D'Aulerio           | 1 841                      | 5,34                       |
|                            | Lib Dem                                                 | Flo Clucas                 | 915                        | 2,66                       |
|                            | Verdi                                                   | Keir Williams              | 664                        | 1,93                       |
|                            |                                                         |                            |                            |                            |
| Iscritti                   | Iscritti                                                | Iscritti                   | 64 576                     | 100,00                     |
| ↳ Votanti (% su iscritti)  | ↳ Votanti (% su iscritti)                               | ↳ Votanti (% su iscritti)  | 34 459                     | 53,36                      |
| ↳ Astenuti (% su iscritti) | ↳ Astenuti (% su iscritti)                              | ↳ Astenuti (% su iscritti) | 30 117                     | 46,64                      |
|                            |                                                         |                            |                            |                            |
|                            | Esito: collegio passa da Laburista Co-Op a Conservatore |                            |                            |                            |

| Partito                    | Partito                                      | Candidato                  | Risultati 8 giugno 2017 | Risultati 8 giugno 2017 |
| Partito                    | Partito                                      | Candidato                  | Voti                    | %                       |
| -------------------------- | -------------------------------------------- | -------------------------- | ----------------------- | ----------------------- |
|                            | Laburista Co-Op                              | Adrian Bailey              | 18 789                  | 52,06                   |
|                            | Conservatore                                 | Andrew Hardie              | 14 329                  | 39,70                   |
|                            | UKIP                                         | Star Anderton              | 2 320                   | 6,43                    |
|                            | Lib Dem                                      | Flo Clucas                 | 333                     | 0,92                    |
|                            | Verdi                                        | Robert Buckman             | 323                     | 0,89                    |
|                            |                                              |                            |                         |                         |
| Iscritti                   | Iscritti                                     | Iscritti                   | 65 985                  | 100,00                  |
| ↳ Votanti (% su iscritti)  | ↳ Votanti (% su iscritti)                    | ↳ Votanti (% su iscritti)  | 36 094                  | 54,70                   |
| ↳ Astenuti (% su iscritti) | ↳ Astenuti (% su iscritti)                   | ↳ Astenuti (% su iscritti) | 29 891                  | 45,30                   |
|                            |                                              |                            |                         |                         |
|                            | Esito: collegio confermato a Laburista Co-Op |                            |                         |                         |

| Partito                    | Partito                                      | Candidato                  | Risultati 7 maggio 2015 | Risultati 7 maggio 2015 |
| Partito                    | Partito                                      | Candidato                  | Voti                    | %                       |
| -------------------------- | -------------------------------------------- | -------------------------- | ----------------------- | ----------------------- |
|                            | Laburista Co-Op                              | Adrian Bailey              | 16 578                  | 47,33                   |
|                            | UKIP                                         | Graham Eardley             | 8 836                   | 25,23                   |
|                            | Conservatore                                 | Paul Ratner                | 8 365                   | 23,88                   |
|                            | Verdi                                        | Mark Redding               | 697                     | 1,99                    |
|                            | Lib Dem                                      | Karen Trench               | 550                     | 1,57                    |
|                            |                                              |                            |                         |                         |
| Iscritti                   | Iscritti                                     | Iscritti                   | 63 683                  | 100,00                  |
| ↳ Votanti (% su iscritti)  | ↳ Votanti (% su iscritti)                    | ↳ Votanti (% su iscritti)  | 35 026                  | 55,00                   |
| ↳ Astenuti (% su iscritti) | ↳ Astenuti (% su iscritti)                   | ↳ Astenuti (% su iscritti) | 28 657                  | 45,00                   |
|                            |                                              |                            |                         |                         |
|                            | Esito: collegio confermato a Laburista Co-Op |                            |                         |                         |

| Partito                    | Partito                                      | Candidato                  | Risultati 6 maggio 2010 | Risultati 6 maggio 2010 |
| Partito                    | Partito                                      | Candidato                  | Voti                    | %                       |
| -------------------------- | -------------------------------------------- | -------------------------- | ----------------------- | ----------------------- |
|                            | Laburista Co-Op                              | Adrian Bailey              | 16 263                  | 44,96                   |
|                            | Conservatore                                 | Andrew Hardie              | 10 612                  | 29,34                   |
|                            | Lib Dem                                      | Sadie Smith                | 4 336                   | 11,99                   |
|                            | BNP                                          | Russ Green                 | 3 394                   | 9,38                    |
|                            | UKIP                                         | Malcolm Ford               | 1 566                   | 4,33                    |
|                            |                                              |                            |                         |                         |
| Iscritti                   | Iscritti                                     | Iscritti                   | 65 055                  | 100,00                  |
| ↳ Votanti (% su iscritti)  | ↳ Votanti (% su iscritti)                    | ↳ Votanti (% su iscritti)  | 36 171                  | 55,60                   |
| ↳ Astenuti (% su iscritti) | ↳ Astenuti (% su iscritti)                   | ↳ Astenuti (% su iscritti) | 28 884                  | 44,40                   |
|                            |                                              |                            |                         |                         |
|                            | Esito: collegio confermato a Laburista Co-Op |                            |                         |                         |

### Elezioni negli anni 2000
| Partito                    | Partito                                      | Candidato                  | Risultati 5 maggio 2005 | Risultati 5 maggio 2005 |
| Partito                    | Partito                                      | Candidato                  | Voti                    | %                       |
| -------------------------- | -------------------------------------------- | -------------------------- | ----------------------- | ----------------------- |
|                            | Laburista Co-Op                              | Adrian Bailey              | 18 951                  | 54,27                   |
|                            | Conservatore                                 | Mimi Harker                | 8 057                   | 23,07                   |
|                            | Lib Dem                                      | Martyn Smith               | 3 583                   | 10,26                   |
|                            | BNP                                          | James Lloyd                | 3 456                   | 9,90                    |
|                            | UKIP                                         | Kevin Walker               | 870                     | 2,49                    |
|                            |                                              |                            |                         |                         |
| Iscritti                   | Iscritti                                     | Iscritti                   | 66 762                  | 100,00                  |
| ↳ Votanti (% su iscritti)  | ↳ Votanti (% su iscritti)                    | ↳ Votanti (% su iscritti)  | 34 917                  | 52,30                   |
| ↳ Astenuti (% su iscritti) | ↳ Astenuti (% su iscritti)                   | ↳ Astenuti (% su iscritti) | 31 845                  | 47,70                   |
|                            |                                              |                            |                         |                         |
|                            | Esito: collegio confermato a Laburista Co-Op |                            |                         |                         |

| Partito                    | Partito                                      | Candidato                  | Risultati 7 giugno 2001 | Risultati 7 giugno 2001 |
| Partito                    | Partito                                      | Candidato                  | Voti                    | %                       |
| -------------------------- | -------------------------------------------- | -------------------------- | ----------------------- | ----------------------- |
|                            | Laburista Co-Op                              | Adrian Bailey              | 19 352                  | 60,78                   |
|                            | Conservatore                                 | Karen Bissell              | 7 997                   | 25,12                   |
|                            | Lib Dem                                      | Sadie Smith                | 2 168                   | 6,81                    |
|                            | BNP                                          | John Salvage               | 1 428                   | 4,48                    |
|                            | UKIP                                         | Kevin Walker               | 499                     | 1,57                    |
|                            | Laburista Socialista                         | Baghwant Singh             | 396                     | 1,24                    |
|                            |                                              |                            |                         |                         |
| Iscritti                   | Iscritti                                     | Iscritti                   | 66 750                  | 100,00                  |
| ↳ Votanti (% su iscritti)  | ↳ Votanti (% su iscritti)                    | ↳ Votanti (% su iscritti)  | 31 840                  | 47,70                   |
| ↳ Astenuti (% su iscritti) | ↳ Astenuti (% su iscritti)                   | ↳ Astenuti (% su iscritti) | 34 910                  | 52,30                   |
|                            |                                              |                            |                         |                         |
|                            | Esito: collegio confermato a Laburista Co-Op |                            |                         |                         |

## Risultati dei referendum

### Referendum sulla permanenza del Regno Unito nell'Unione europea del 2016
|             | Collegio           | Lasciare UE % | Rimanere in UE % |
| ----------- | ------------------ | ------------- | ---------------- |
|             | West Bromwich West | 69,1%         | 30,9%            |
| Inghilterra | 53,3%              | 46,7%         |                  |
| Regno Unito | 51,9%              | 48,1%         |                  |